# Cosamaloapan de Carpio
Cosamaloapan de Carpio är en ort i Mexiko.   Den ligger i kommunen Cosamaloapan de Carpio och delstaten Veracruz, i den sydöstra delen av landet, 400 km öster om huvudstaden Mexico City. Cosamaloapan de Carpio ligger 12 meter över havet och antalet invånare är 28 768.
Terrängen runt Cosamaloapan de Carpio är mycket platt. Runt Cosamaloapan de Carpio är det ganska glesbefolkat, med 43 invånare per kvadratkilometer. Cosamaloapan de Carpio är det största samhället i trakten. Trakten runt Cosamaloapan de Carpio består till största delen av jordbruksmark.